# Campionati Internazionali di Sicilia 1997 - Qualificazioni doppio
Le qualificazioni del doppio dei Campionati Internazionali di Sicilia 1997 sono state un torneo di tennis preliminare per accedere alla fase finale della manifestazione. I vincitori dell'ultimo turno sono entrati di diritto nel tabellone principale. In caso di ritiro di uno o più giocatori aventi diritto a questi sono subentrati i lucky loser, ossia i giocatori che hanno perso nell'ultimo turno ma che avevano una classifica più alta rispetto agli altri partecipanti che avevano comunque perso nel turno finale.
Le qualificazioni del doppio del torneo Campionati Internazionali di Sicilia 1997 prevedevano 4 coppie partecipanti di cui una è entrata nel tabellone principale.

## Teste di serie
1. Carlos Costa /  Albert Portas (Qualificati)

1. Emilio Benfele Álvarez /  Juan Antonio Marín (primo turno)

## Qualificati
1. Carlos Costa  /   Albert Portas

## Tabellone

### Legenda
| - Q = Qualificato - WC = Wild card - LL = Lucky loser | - ALT = Alternate - SE = Special Exempt - PR = Protected Ranking | - w/o = Walkover - r = Ritirato - d = Squalificato |

|  | Primo turno | Primo turno                               | Primo turno                      | Primo turno | Primo turno |  |  | Ultimo turno | Ultimo turno               | Ultimo turno | Ultimo turno | Ultimo turno |  |
|  |             |                                           |                                  |             |             |  |  |              |                            |              |              |              |  |
|  | 1           | Carlos Costa Albert Portas                | Carlos Costa Albert Portas       | 6           | 6           |  |  |              |                            |              |              |              |  |
|  |             | Gabrio Castrichella Davide Scala          | Gabrio Castrichella Davide Scala | 2           | 3           |  |  | 1            | Carlos Costa Albert Portas | 6            | 3            | 6            |  |
|  |             | Elia Grossi Ivan Ljubičić                 | 7                                | 2           | 6           |  |  |              | Elia Grossi Ivan Ljubičić  | 4            | 6            | 3            |  |
|  | 2           | Emilio Benfele Álvarez Juan Antonio Marín | 6                                | 6           | 3           |  |  |              |                            |              |              |              |  |